# Zbrza (Kielce)
Pour les articles homonymes, voir Zbrza.
Zbrza est une localité polonaise de la gmina de Morawica, située dans le powiat de Kielce en voïvodie de Sainte-Croix.